# Piet Shaw

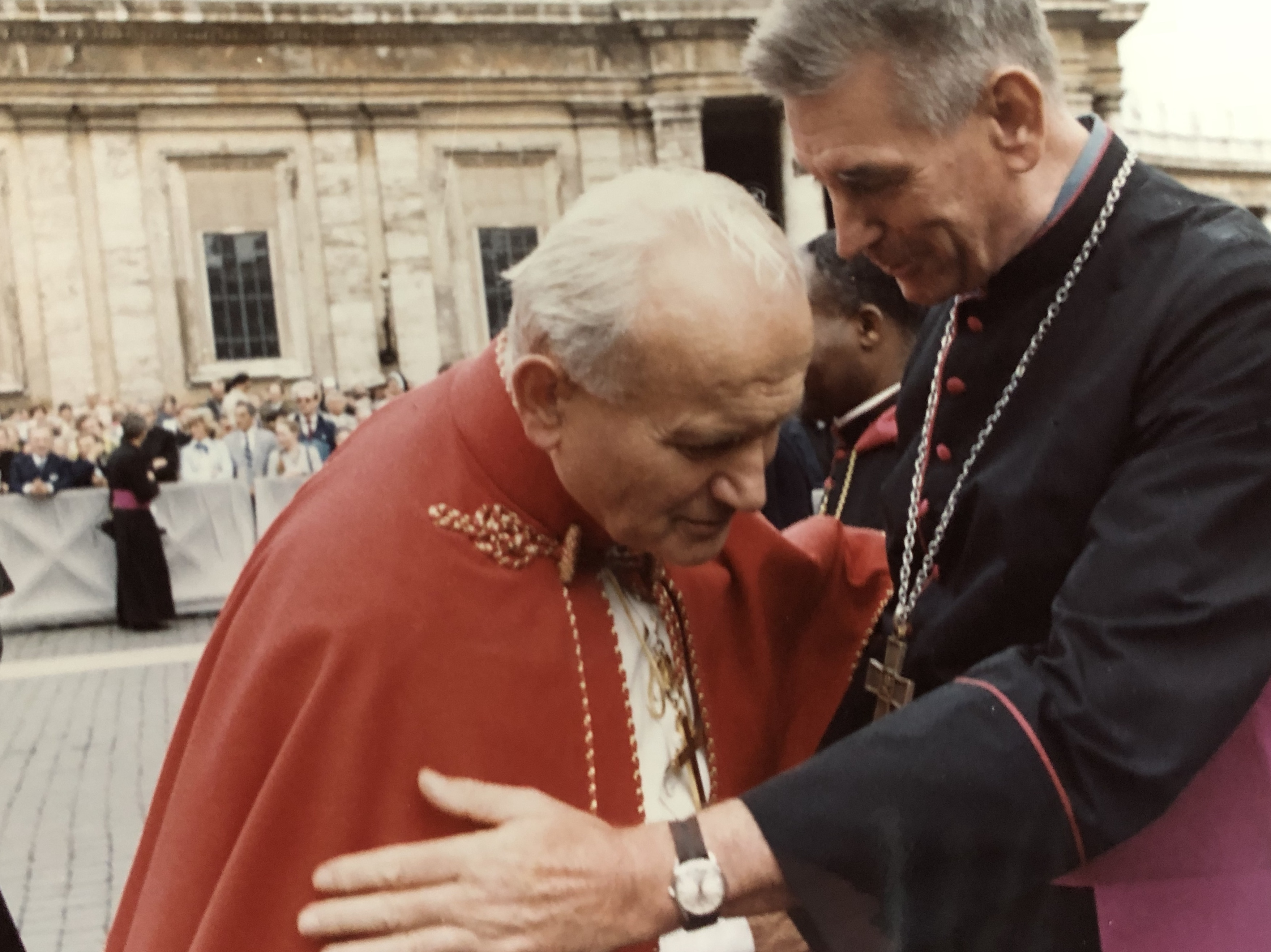
Mgr. Piet Shaw (rechts) met paus Johannes Paulus II.

Piet Shaw (Wilrijk, 6 september 1925 - Asunción Paraguay, 21 juni 1984) was een Belgisch missionaris oblaat van Maria (OMI) in Paraguay.

## Levensloop
In 1953 kwam Shaw aan in de provincie Chaco van Paraguay. Hij stond er bekend als Pedro Shaw of ook wel Pa'i Puku (de grote pater), wegens zijn grote gestalte. Hij richtte er samen met zuster Christina Geerssens de school Escuela Pa'i Puku op en zette zich in voor het lot van de landarbeiders en de inheemse bevolking. In 1981 werd hij benoemd tot titulair bisschop van Crepedula en tot apostolisch vicaris van Pilcomayo. In 1984 kwam hij om het leven door een verkeersongeval op de Ruta Trans-Chaco. Hij werd begraven in de kathedraal San Miguel in Mariscal Estigarribia.

## Proces tot zaligverklaring
Na de dood van Piet Shaw baden de gelovigen tot hem als voorspreker van de armen. Op de plaats van zijn dodelijk ongeval werd een kapel opgericht die dienst deed als bedevaartsoord. Op 25 februari 2018 werd daar het Spiritueel Centrum Pa'i Puku met de kapel toegewijd aan Maria, Middelares van alle genade, ingewijd door bisschop Lucio Alfert. De oblaten van Paraguay besloten het proces voor de zaligverklaring van Piet Shaw in te leiden. De Duitse theoloog Michael Krischer voerde hiertoe een onderzoek uit.